# Mamelik
Mamelik (maš. Almamellék, nje. Homelk, Homeli) je selo u južnoj Mađarskoj.
Zauzima površinu od 44,33 km četvornih.

## Zemljopisni položaj
Nalazi se u na 46,14° sjeverne zemljopisne širine i 18,11° istočne zemljopisne dužine.

## Upravna organizacija
Upravno pripada Sigetskoj mikroregiji u Baranjskoj županiji. Poštanski broj je 7678.

## Stanovništvo
U Mameliku živi 633 stanovnika (2004.).